# Aire d'attraction de Vittel - Contrexéville
L'aire d'attraction de Vittel - Contrexéville est un zonage d'étude défini par l'Insee pour caractériser l’influence de la commune de Vittel sur les communes environnantes.

### Carte

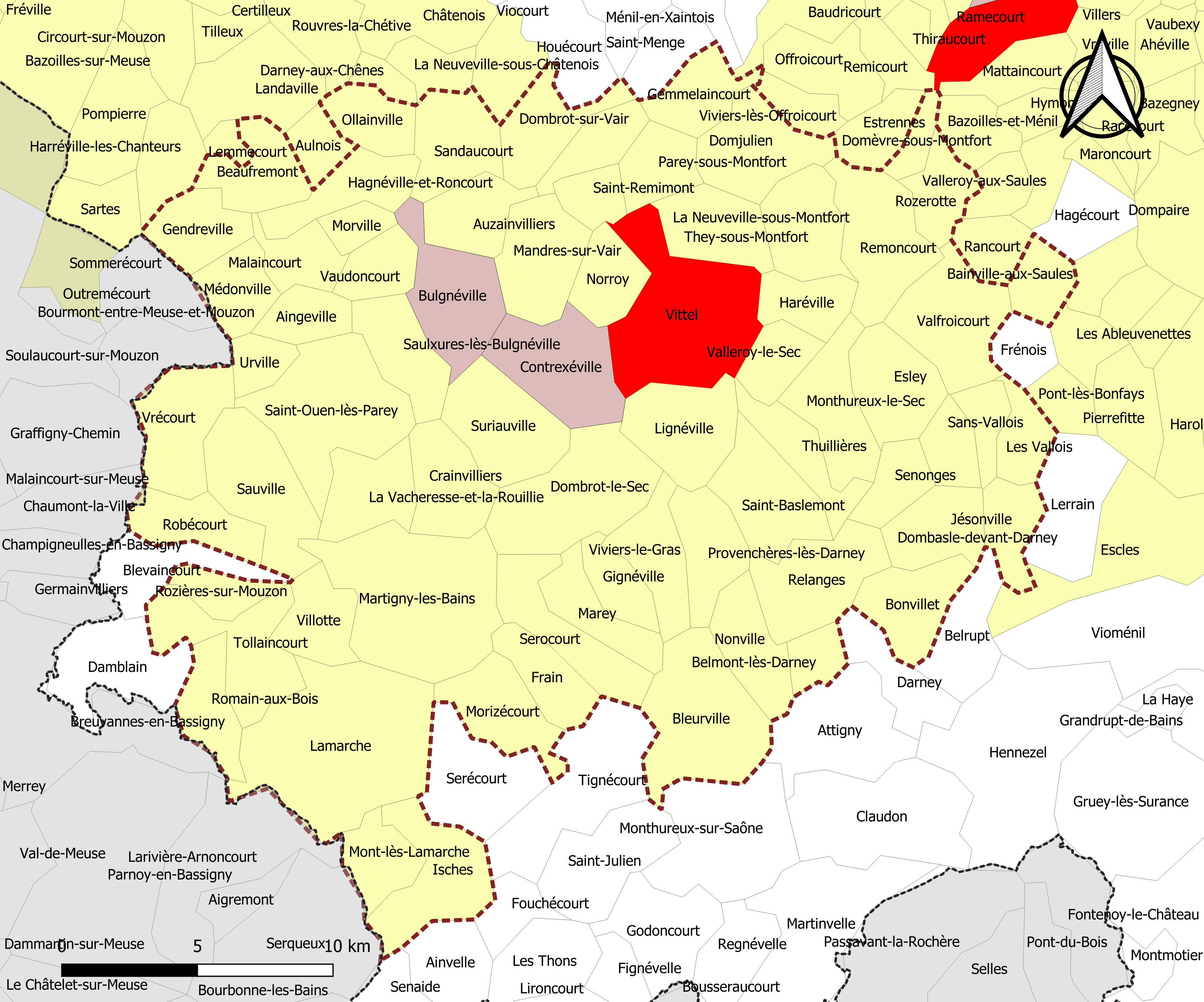
Carte de l'aire d'attraction de Vittel - Contrexéville.
Commune-centre
Commune du pôle principal
Commune de la couronne

## Définition
L'aire d'attraction d'une ville est composée d’un pôle, défini à partir de critères de population et d’emploi ainsi que d’une couronne constituée des communes dont au moins 15 % des actifs travaillent dans le pôle. Le pôle d’attraction constitue ainsi un point de convergence des déplacements domicile-travail,.

## Géographie
L’aire d'attraction de Vittel - Contrexéville est une aire intra-départementale qui comporte 72 communes dans les Vosges. 

### Composition communale
| Catégorie                  | Département | Communes | Communes |
| Catégorie                  | Département | Nombre   | Libellé |
| -------------------------- | ----------- | -------- | --- |
| Commune-centre             | Vosges      | 1        | Vittel. |
| Communes du pôle principal | Vosges      | 2        | Bulgnéville, Contrexéville. |
| Communes de la couronne    | Vosges      | 69       | Aingeville, Auzainvilliers, Bainville-aux-Saules, Beaufremont, Belmont-lès-Darney, Belmont-sur-Vair, Bleurville, Bonvillet, Crainvilliers, Dombasle-devant-Darney, Dombrot-le-Sec, Dombrot-sur-Vair, Domèvre-sous-Montfort, Domjulien, Dommartin-lès-Vallois, Esley, Frain, Gemmelaincourt, Gendreville, Gignéville, Hagnéville-et-Roncourt, Haréville, Isches, Jésonville, Lamarche, Lignéville, Malaincourt, Mandres-sur-Vair, Marey, Martigny-les-Bains, Médonville, Mont-lès-Lamarche, Monthureux-le-Sec, Morizécourt, Morville, La Neuveville-sous-Montfort, Nonville, Norroy, Ollainville, Parey-sous-Montfort, Provenchères-lès-Darney, Relanges, Remoncourt, Robécourt, Romain-aux-Bois, Rozerotte, Rozières-sur-Mouzon, Saint-Baslemont, Saint-Ouen-lès-Parey, Saint-Remimont, Sandaucourt, Sans-Vallois, Saulxures-lès-Bulgnéville, Sauville, Senonges, Serocourt, Suriauville, They-sous-Montfort, Thuillières, Tollaincourt, Urville, La Vacheresse-et-la-Rouillie, Valfroicourt, Valleroy-le-Sec, Les Vallois, Vaudoncourt, Villotte, Viviers-le-Gras, Vrécourt. |

## Démographie
Cette aire est catégorisée dans les aires de moins de 50 000 habitants, une catégorie qui regroupe 12,2 % de la population au niveau national,.